# روكس (نيفادا)
روكس Rox هي بلدة أشباح (بَلدة مَهجورة) في مقاطعة لينكولن في ولاية نيفادا الأمريكية. 

## تاريخ
تم إنشاء أول مستوطنة في روكس عند حوالي عام 1902.  وتَمَّ إنشاء مكتب بريد فيها في عام 1921، وظلَّ المَكتب يعمل حتى عام 1949.  تَمَّت تسمية المنطقة بسبب الأجواء والاماكن الصخرية المُنتشرة في مَوقع المدينة الأصلي. 